# Llop daurat africà
El llop daurat africà (Canis lupaster) és una espècie de mamífer carnívor de la família dels cànids. Viu a altituds d'entre 500 i 3.800 msnm a Algèria, Burkina Faso, el Camerun, Djibouti, Egipte, Eritrea, Etiòpia, Guinea, Kenya, Líbia, Mali, Mauritània, el Marroc, el Níger, Nigèria, la República Centreafricana, el Sàhara Occidental, el Senegal, Somàlia, el Sudan, el Sudan del Sud, Tanzània, Tunísia i el Txad. Els seus hàbitats naturals són els semideserts, els herbassars i les sabanes. És una espècie en risc mínim, és a dir, no sembla que hi hagi cap amenaça significativa per a la seva supervivència. Descrit originalment com a espècie a part el 1832, un segle més tard fou sinonimitzat amb el xacal comú (C. aureus) per Glover Morrill Allen. Aquesta classificació es mantingué en peu fins a la dècada del 2010, quan diversos estudis en revisaren la taxonomia i conclogueren que era una espècie diferent.